# Ками-Сиратаки
Ками-Сиратаки 上白滝駅 (яп. Kami-Shirataki-eki lit. "Upper Shirataki") — станция на железнодорожной линии Сэкихоку в Японии, на востоке Хоккайдо. Ближайший город Энгару. Станция была открыта в октябре 1932 года. Станцию обслуживала компания Hokkaido Railway Company. Станция имела платформу с одной стороны. Станция имеет номер «A44».
С 2012 года на станции останавливалась одна пара поездов в сутки. В январе 2016 года на Центральном телевидении Китая вышел репортаж о том, что японская станция Ками-Сиратаки уже три года работает только ради одной школьницы, которая таким путём добирается до школы, и что станцию вскоре закроют, так как в марте она завершает своё школьное обучение.. Вскоре после публикации у истории появилось опровержение, гласящее, что девочка отправляется на учёбу с расположенной неподалёку станции Кю-Сиратаки в компании ещё десяти учащихся, а планируемое закрытие станций не связано с их обучением.
В марте 2016 года компания Hokkaido Railway Company закрыла станцию вместе с тремя другими станциями (Симо-Сиратаки, Кю-Сиратаки и Канехана) с целью сократить прогнозируемые в этом году рекордные для всей железнодорожной сети компании убытки в ¥44 млрд.

## Галерея

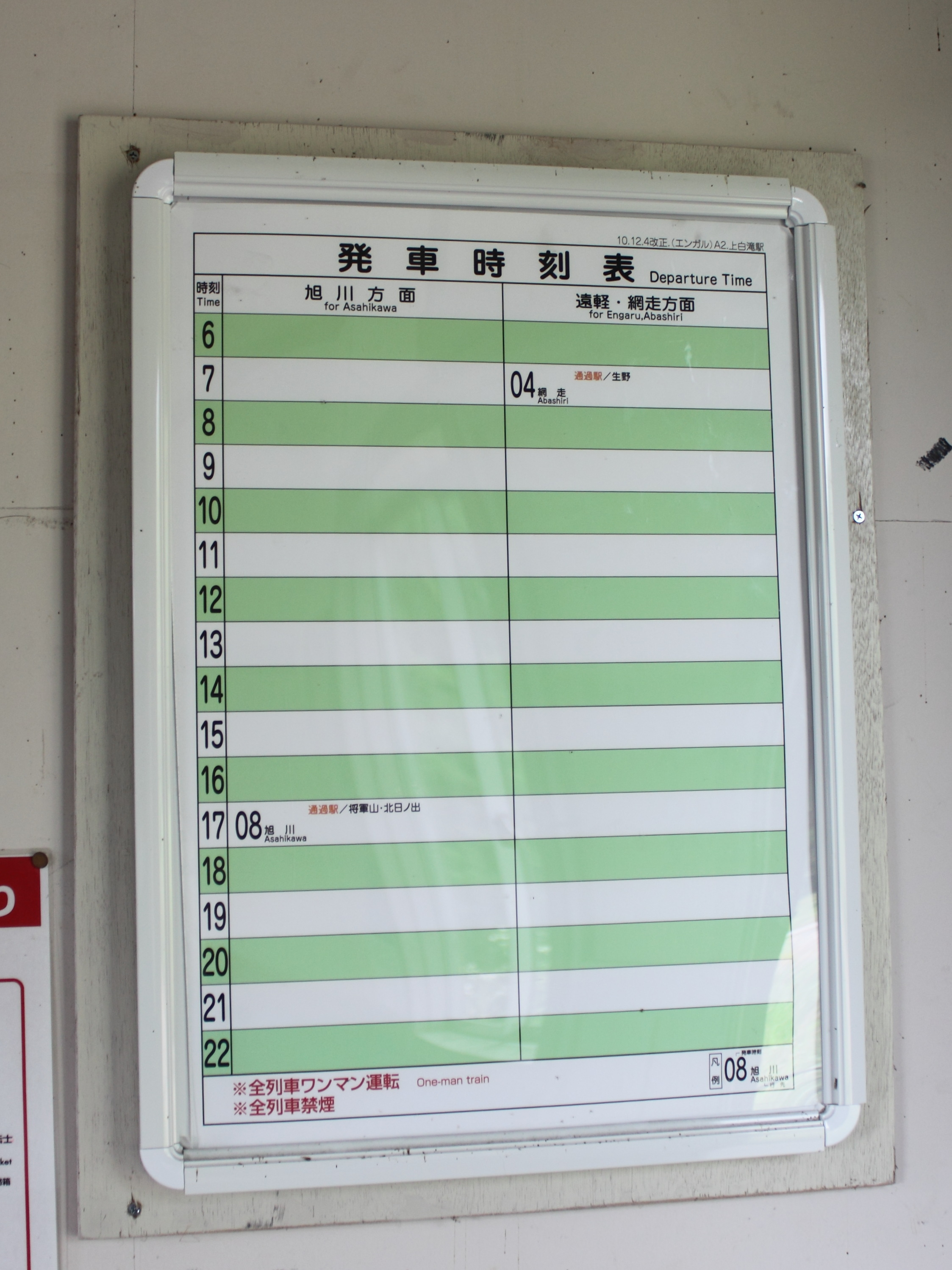
Расписание поездов по Ками-Сиратаки с 2010 года. Единственный поезд отправляется в 7:04, прибывает в 17:15.
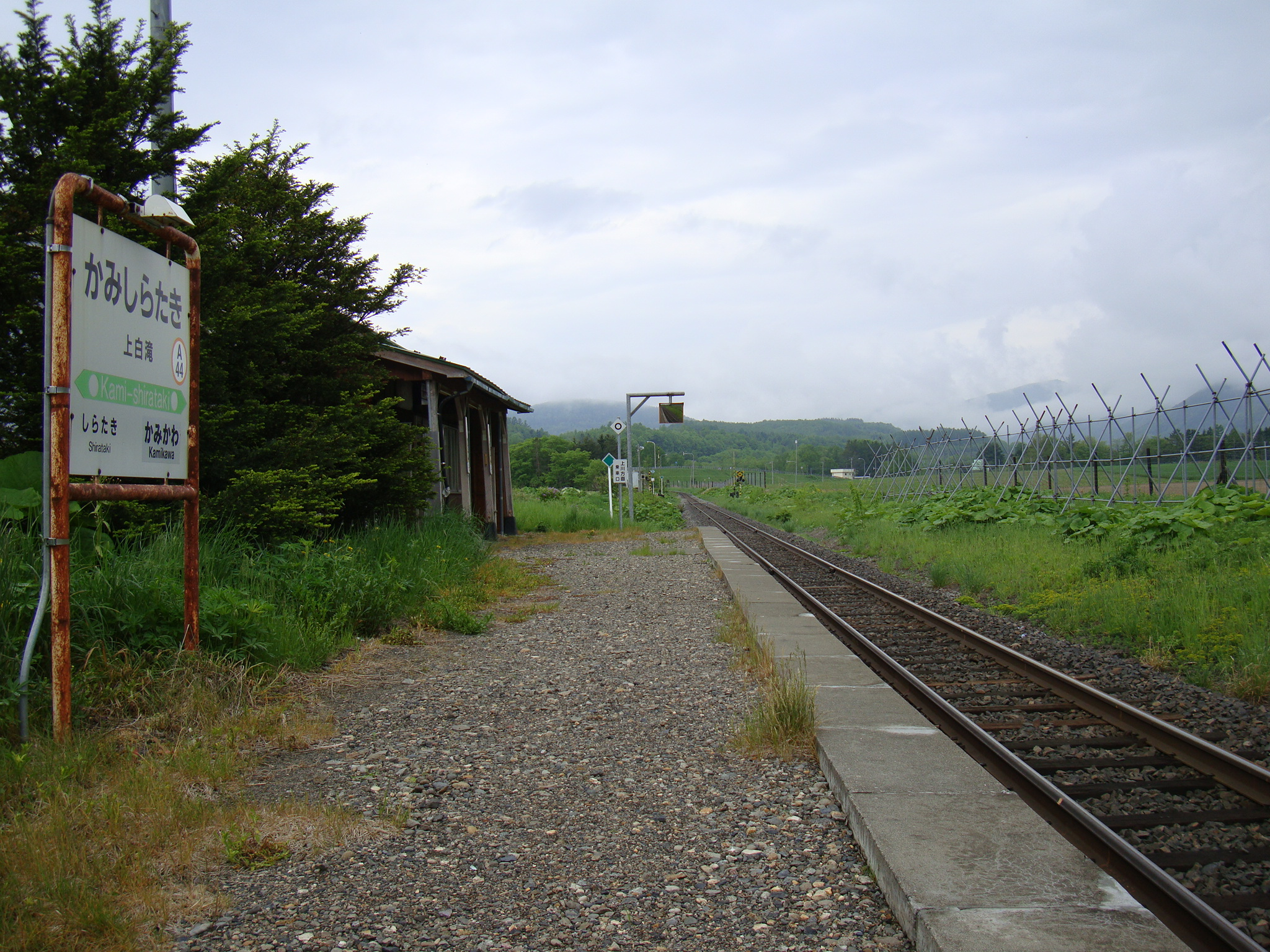
Путь и платформа Ками-Сиратаки, 2009 год